# فهرس أبيل

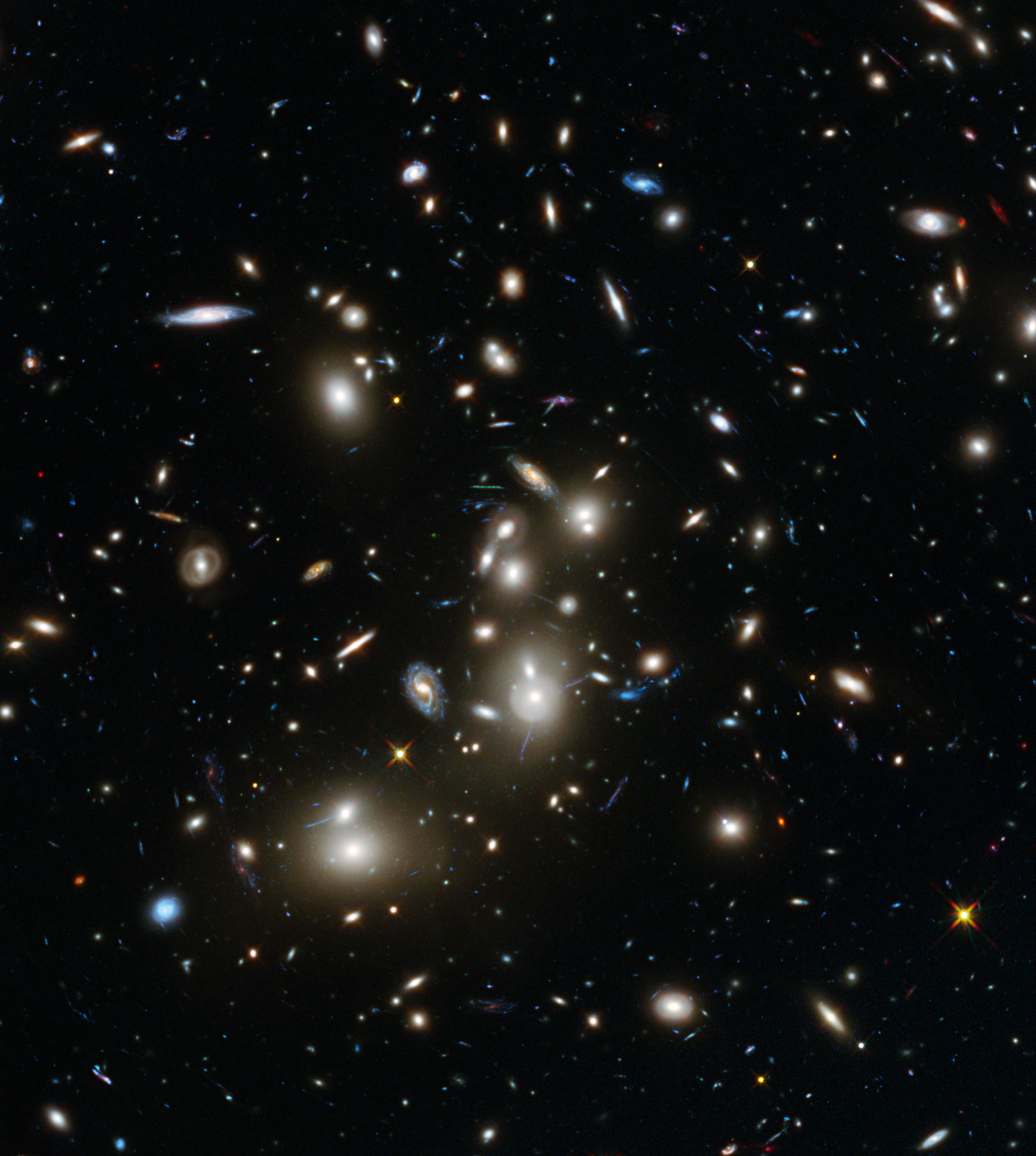
Abell 2744 عنقود مجرات - صورة التقطها تلسكوب هابل الفضائي (7 يناير 2014).

فهرس أبيل في علم الفلك (بالإنجليزية: Abell Catalog) هو فهرس فلكي يحتوي على «العناقيد الكبيرة من المجرات»، الفهرس الحديث منه يسجل 4,073 من عناقيد المجرات الغنية بالمجرات في كل السماء، وهي ذات انزياح أحمر   z ≤ 0.2.
هذا الفهرس يعتبر تكملة لفهرس أبل الأصلي الذي سجله «جورج أبل» في عام 1958 عن «المسح السماوي الشمالي»، وكان يحتوي على 2,712 من عناقيد المجرات. كتالوج أبل الحالي يصيف إليها 1,361 من عناقيد المجرات، وهي تشكل عناقيد المجرات الموجودة في نصف الكرة السماوية الجنوبية، المسمى «المسح السماوي الجنوبي»؛ وقام بنشره «هارولد كروين» و«رونالد أولوين» بعد وفاة أبل.
يهتم كثير من هواة الفلك بعناقيد المجرات المسجلة في كتالوج أبل، إذ يحفزهم على رصد أجرام بعيدة في مناطق مظلمة في السماء ويستخدمون لها تلسكوبات للهواة ذات مرايا كبيرة نسبيا.

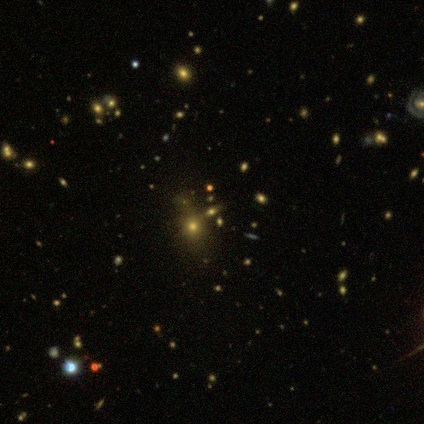
Abell 1132

## بعض عناقيد المجرات
من بين 4250 من عناقيد المجرات السجلة في كتالوج أبل نذكر هنا بعضا منها:
- Abell S373, عنقود فورنكس المجري
- Abell 426, عنقود برشيوس المجري
- Abell 1367, عنقود الأسد المجري
- Abell 1656, عنقود كوما المجري
- Abell 2151, عنقود هيركليز المجري
- Abell 2667, عنقود معمل النحات المجري
- Abell 3526, عنقود قنطورس المجري
- أبيل 2147

## اقرأ أيضا
- فهرس المجرات الرئيسية
- أبل 520
- أبل 370
- أبل 2218
- فهرس كالدويل
- الفهرس العام الجديد
- فهرس مسييه
- أبل 39
- أبل 2142